# Interkozmosz–21
Interkozmosz–21 (IK-21) szovjet tudományos, óceánkutató és geodéziai műhold, a szocialista országok közös Interkozmosz űrprogramjának egysége.

## Jellemzői
1981. február 6-án a Pleszeck űrrepülőtérről egy Interkozmosz hordozórakéta a Koszmosz-3M (11K65M) – 232. eredményes felbocsátás (több mint 1 tonna hasznos terhet elbíró, kétfokozatú) – segítségével indították Föld körüli, közeli körpályára. Hasznos tömege 550 kilogramm. Energiaellátását akkumulátorok és napelemek összehangolt egysége biztosította. Programjának, műszereinek kialakításában több szocialista ország közreműködött. A műhold a Föld környezetét, az óceánokat és a légkört kutatta. Az elektromágneses hullámok jelenlétét, hatását vizsgálta a földi légkörben. Vizsgálta a Nap hatását a Föld sarki ionoszférájában, valamint a magnetoszférában. Megfigyelésnek vetették alá a sarki fény kialakulását, intenzitását, hatását a sarki légkörre. A szárazföldi és tengeri kísérleti állomások mérési adatainak automatikus összegyűjtése, a központi adattárba továbbítása. A Interkozmosz–20 műholddal megegyező szolgálatot végzett. Aktív szolgálati idejét 1982. július 7-én, 516 nap után fejezte be, a Föld légkörébe érve elégett.
A Központi Fizikai Kutatóintézet (KFKI) Atomenergia Kutatóintézete, valamint a Budapesti Műszaki Egyetem mérnökei tervezték és készítették az analóg-digitális konvertert (A/D Converter) és a fedélzeti tápegység feszültségstabilizáló eszközét. Az Egységes Telemetrikus Rendszer [ETMSZ-PS] elemeinek tervezésében a magyar kutatókon kívül NDK, lengyel, szovjet, csehszlovák és román mérnökök vettek részt. Az adattárolók rendszeresen továbbították adataikat a földi vevőállomásokra. A KFKI mérnökei nagy megbízhatóságú fedélzeti számítógépeket, illetve földi ellenőrző berendezéseket készítettek. A műhold magyar fejlesztésű fotóberendezése kifogástalan felvételeket készített. Ugyan ez a berendezés a Szaljut–6 fedélzetéről közel 16 000 analóg multispektrális légifelvételt készített Magyarországról.

## Külső hivatkozások
- Interkozmosz–21. skyrocket.de. (Hozzáférés: 2012. december 18.)
- Interkozmosz–21. lib.cas.cz. (Hozzáférés: 2012. december 18.)

| Elődje: Interkozmosz–20 | Interkozmosz sorozat 1969–1994 | Utódja: Interkozmosz–22 |